# Bazilika sv. Marije od nebeskog oltara
Bazilika sv. Marije od nebeskog oltara (tal: Basilica di Santa Maria in Aracoeli) u Rimu, Italija je podignuta na kapitolskoj uzvisini, na vrhu zavjetnog stubišta koje je 1348. izgradio puk kao zavjetni dar Bogorodici što je grad oslobodila od kuge. 
Prvi zapisi o crkvi potječu iz 574. god., ali tada je već bila stara.
Prema legendi podignuta je na mjestu gdje se caru Augustu ukazala žena s Djetetom, koja je, govoreći o oltaru gdje je sjedila, uskliknula: "Ecce ara primogeniti Dei - Evo oltara prvorođenca Božjega". Crkva, u kojoj su Mala braća obavljala službu Božju već od 1250., ponosi se svojim drevnim podrijetlom. Naime, utemeljena je na ruševinama hrama Junone Monete, a od 10. st. nosi ime sv. Marija Kapitolska što će zadržati sve do 13. st.

## Zavjetno stubište
Do crkve vode 124 stube, koje su izgrađene 1348. u spomen na okončanje epidemije kuge ili da bi se obilježila najavljena Sveta godina 1350. Danas se po tim stubama penju novovjenčani parovi.

## Arhitektura
Pročelje iz 14. st. izgrađeno u opeci odlikuje se trima portalima od kojih su dva bočna ukrašena lunetama s reljefima iz 16. st. U trobrodnoj unutrašnjosti razdvojenoj s 22 mramorna stupa je lijepi kozmatski pod, te pozlaćeni drveni strop vrijedan pozornosti (16. st.) koji svojom simbolikom slavi pobjedu nad Turcima kod Lepanta 1571.

## Unutrašnjost
Među mnogobrojnim djelima, čuvanima u unutrašnjosti te crkve, istaknimo spomenik kardinalu Ludovicu d'Alberiju, rad Andree Bregna iz 1465. i Donatellov grobni spomenik. U prvoj kapeli nadesno posvećenoj sv. Bernardinu Sijenskom mogu se vidjeti Pinturicchiove veličanstvene freske koje prikazuju potonjeg sveca iz 1486. god. U transeptu su dvije propovjedaonice iz 13. st. rad Lorenza i Giacoma Cosme, te grob Luce Savellija. U glavnoj kapeli je barokni oltar s lijepom slikom koji predstavlja Djevicu.
U lijevom transeptu je spomenik kardinalu Matteu d'Acquasparti, najvjerojatnije rad Giovannija di Cosme.
Jedan od najpoznatijih predmeta u bazilici svakako je bio kip djeteta Isusa. Isklesan je u 15. stoljeću u maslinovom drvetu iz Getsemanskog vrta. Rimski puk silno štuje taj kip koji je svakodnevno stajao izložen u bazilici. Kip je posebno štovan o Božiću, kada dolaze i djeca te u kapeli Djeteta Isusa krasnoslove svoje pjesmice i čitaju svoje sastavke. Na Bogojavljenje poslije podne je običaj da se kipom blagoslovi grad Rim. Kip je ukraden 1. veljače 1994. i nikad nije pronađen. Kip su 1798. bili ukrali i francuski vojnici. I njih su, kao i sadašnje lopove, privukle dragocjenosti kojima je kip urešen. Danas se koristi novonapravljena kopija ukradenog kipa.

## Generalna kurija franjevačkog reda
God. 1250. papa Inocent IV., daruje franjevačkom redu u Rimu baziliku Santa Maria in Aracoeli, sa starim samostanom. 1444. godine poslije reforme franjevačkog reda u njoj stoluje generalni ministar opservantske grane reda (O. F. M. de opservantie) do 1886. godine kada je samostan srušen radi izgradnje „Oltara domovine“ (Spomenik Viktoru Emanuelu II.).
Unutar samostana je djelovalo visoko učilište franjevačkog reda u kojem su se školovali mnogi hrvatski franjevci. U bazilici se nalazi i grob bosanske kraljice Katarine Kosače-Kotromanić koja je preminula u Rimu 1478. kao izbjeglica zbog provale Turaka u Bosnu i pjesnika Giulija Salvadorija.

### Zanimljivosti
- Stube do crkve Aracoeli
- Drveni strop
- Popločenje kamenom iz Cosmatija
- Stupovi u lađi
- Grobnica kardinala d'Alberta, Andrea Bregno
- Grobnica Giovannija Crivellija, Donatello
- Freska: Život sv. Bernardina Sijenskog
- Grobnica Luce Savellija, pripisuje se Arnolfu de Cambiu
- Grobnica Filippa Della Vallea, pripisuje se Andrei Brioscu
- Freska: Sv. Antun Padovanski, Benozzo Gozzoli

## Galerija
- Unutrašnjost crkve
- Freska "Madona s Djetetom" Pietra Cavallinija
- Strop
- Freska "Život sv. Bernardina Sijenskog"

## Poveznice
- Rim

## Vanjske poveznice
- Chris Nyborg, "Santa Maria in Aracoeli". Detaljna tura
- Riccardo Cigola, "Basilica di Santa Maria in Aracoeli"
- In Italy on-line: June Hager, "Altar of the Heavens" iz Inside the Vatican
- Rodolfo Lanciani, Pagan and Christian Rome, ch 1 "The Transformation of Rome from a Pagan to a Christian City"